# Charles-Henri Vergé
Charles-Henri Vergé, né à Paris le 22 juillet 1810 et mort à Montbazon, en son château de Creuzeau, le 26 août 1890, est un jurisconsulte français.

## Biographie
Docteur en droit de l'université de Strasbourg et membre de la Société d'économie politique, il est élu membre de l'Académie des sciences morales et politiques en 1870.
Charles-Henri Vergé a été le collaborateur et le continuateur d'Édouard Dalloz, auteur des Codes annotés, et l'éditeur de plusieurs ouvrages de référence en matière de droit et de jurisprudence.

## Publications
- Le Droit civil français, par K. S. Zachariae, traduit de l'allemand sur la 5e édition, annoté et rétabli suivant l'ordre du Code Napoléon (5 volumes, 1854-1860). En collaboration avec Gabriel Massé.
- Diplomates et publicistes : Maurice d'Hauterive, De Gentz, Pinheiro Ferreira, Ancillon, D'Entraigues, Sièyes, Chateaubriand, Mignet (1856) Texte en ligne